# Ciencia web
Ciencia web es un campo emergente interdisciplinario ocupado del estudio a grande escala de sistemas socio-técnicos, particularmente de la World Wide Web.  Considera la relación entre personas y tecnología, la manera en que sociedad y tecnología se co-constituyen entre sí y el impacto de esta co-constitución en la sociedad. La Ciencia web combina estudios de disciplinas tan diversas como sociología, informática, economía, y matemática.
Una definición temprana fue dada por el científico americano Ben Shneiderman: "Ciencia Web" es procesar la información disponible en la web en términos similares a aquellos aplicados al entorno natural.
El Web Science Institute describe la Ciencia Web como concentrar "el poder analítico de investigadores de disciplinas tan diversas como las matemáticas, sociología, economía, psicología, leyes e informática para entender y explicar la Web. Es necesariamente interdisciplinario – tanto del comportamiento social/organizacional como de la tecnología en cuestión."

## Grupos de Investigación
Hay distintos grupos de investigación académica comprometidos al estudio de la Ciencia Web, muchos de los cuales son miembros de WSTNet o los laboratorios de investigación "Web Science Trust".  La "Health Web Science" o Ciencia Web de la Salud emergió como subdisciplina de la Ciencia Web que estudia el impacto de la Web en la salud humana y cómo utilizar la misma Web para mejorar el estado de salud humana.